# Kangling

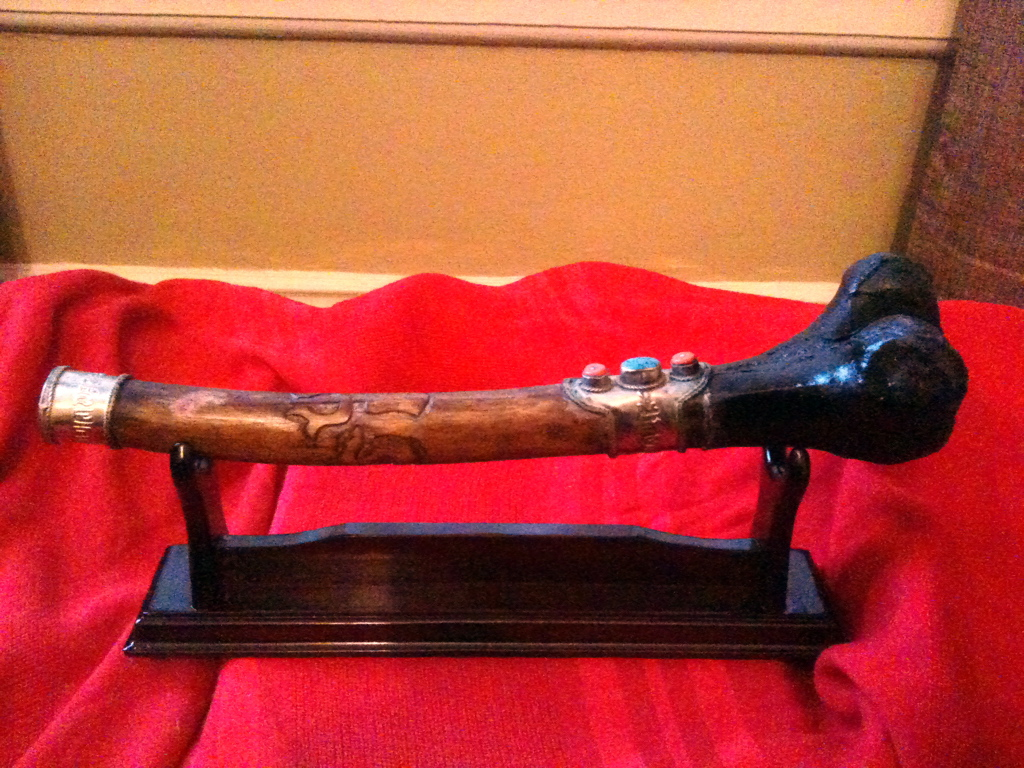
Kangling

Kangling (Tibetsky: རྐང་ གླིང་ ། ) se skládá ze dvou slov, a to kang, což znamená noha, a ling, které se překládá jako flétna. Je to název pro malou trubku vyrobenou z lidské stehenní kosti, která se požívá v tibetském buddhismu pro obřady chöd, což jsou duchovní praxe typické pro odvětví tibetského buddhismu zvané bön. Tyto rituály mají za úkol snížit emocionální připoutání k tělu. Hraním na kangling se připomíná vlastní smrtelnost. Stejně tak ve školách tibetského buddhismu v Nyingma a Kagyu se také požívá, taktéž se využívá při pohřbech.
Kangling je vyrobena z lidské stehenní kosti, nejlépe z osoby, která spáchala zločin nebo která zemřela násilnou smrtí. Výjimečně se může použít stehenní kost uznávaného učitele. Pokud člověk umřel přirozenou cestou, jeho kost je označena jako neúčinná pro účely rituálů. Kangling ovšem může být vyrobena i ze dřeva.
Flétna kangling se používá při rituálech chöd společně s bubínkem damaru. Kangling má schopnost svolávat hladové duchy a démony, aby mohla ukojit jejich hlad a zmírnit jejich utrpení. Obřadu chöd se též přezdívá „rozříznutí ega“.